# Vatteville
Vatteville is een gemeente in het Franse departement Eure (regio Normandië) en telt 173 inwoners (2005). De plaats maakt deel uit van het arrondissement Les Andelys.

## Geografie
De oppervlakte van Vatteville bedraagt 4,3 km², de bevolkingsdichtheid is 40,2 inwoners per km².
De onderstaande kaart toont de ligging van Vatteville met de belangrijkste infrastructuur en aangrenzende gemeenten.

## Demografie
Onderstaande figuur toont het verloop van het inwonertal (bron: INSEE-tellingen).